# Koppen

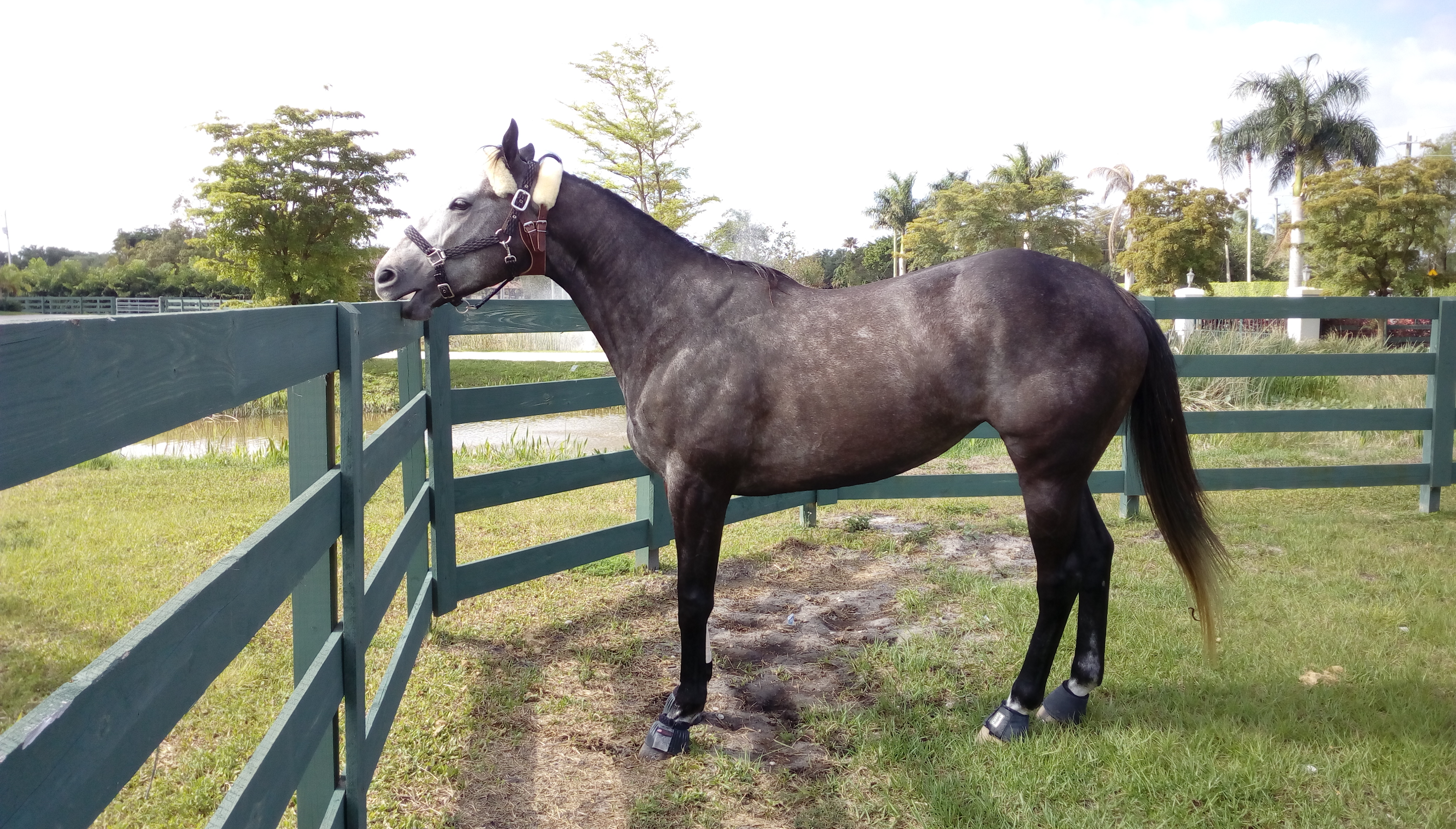
Ein Pferd setzt seine Schneidezähne auf, um zu koppen.

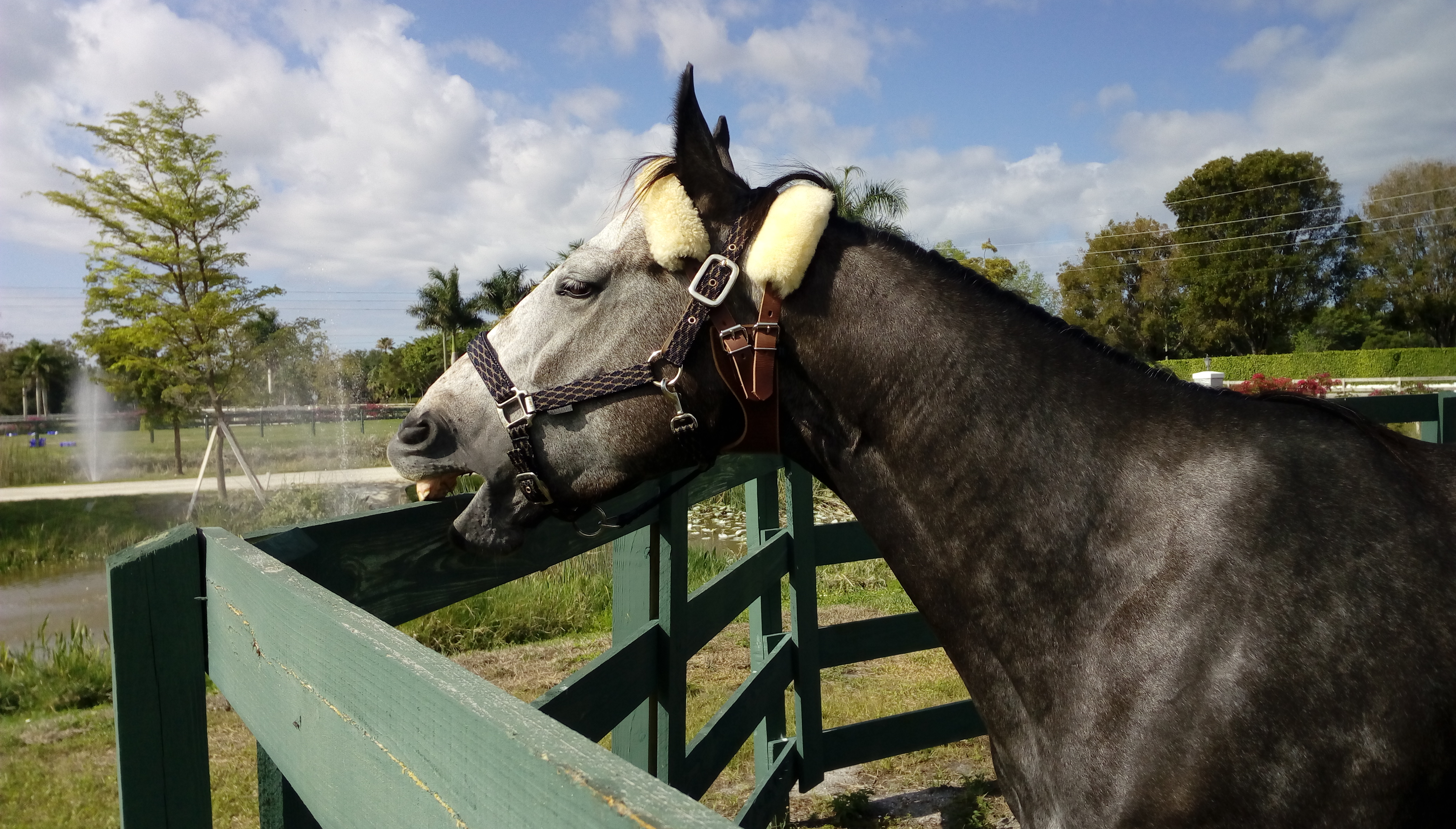
Der Koppriemen soll verhindern, dass das Pferd Luft schluckt.

Koppen ist eine Verhaltensstörung des Pferdes und zählt wie das Weben zu den Stereotypien.
Koppen bezeichnet das Öffnen des Schlundkopfes durch Anspannen der unteren Halsmuskulatur, woraufhin Luft in die Speiseröhre einströmt. Dabei entsteht meist ein deutlich hörbares Geräusch, ähnlich einem Rülpser beim Menschen. Man unterscheidet zwei Formen des Koppens. Beim Aufsetzkoppen setzt das Pferd die oberen Schneidezähne auf einen Gegenstand geeigneter Höhe auf, wobei der Hals stark gebogen wird. Dies kann die Futterkrippe (daher auch der Begriff „Krippensetzer“), ein Balken oder Ähnliches sein. Manche Pferde erfassen den Gegenstand auch mit den Zähnen. Beim Freikoppen bewegt das Pferd seinen Kopf erst zur Brust und dann in einer ruckartigen Bewegung nach vorne. Aufsetzkopper kommen weitaus häufiger vor.

## Ursachen
Die Ursachen dieser Verhaltensstörung sind nicht geklärt. Nachgewiesen ist jedoch, dass Pferde mit nicht ausreichenden Beschäftigungsmöglichkeiten, zu wenig Bewegung oder fehlendem Kontakt zu Artgenossen eher zum Koppen neigen. Das Koppen kann also eine Reaktion auf Langeweile sein. Eine Konzentration dieses Verhaltens ist besonders bei Leistungspferden zu beobachten. So ist Koppen bei über fünf Prozent aller Pferde und sogar bei über zehn Prozent aller Vollblutpferde zu verzeichnen. Weiterhin haben Studien gezeigt, dass in bestimmten Zuchtlinien das Koppen wesentlich häufiger auftritt als in anderen. Auch hier kann ein Zusammenhang mit vererbter Intelligenz/Leistungsbereitschaft angenommen werden. 
Weiterhin konnte auch ein Zusammenhang zwischen schlechter Fütterung, d. h. insbesondere Mangel an Raufutter oder zu langen Fütterungspausen, und dem Koppen hergestellt werden. Neuere Studien deuten darauf hin, dass das Koppen die Speichelproduktion anregt. Da die verstärkte Speichelproduktion der Übersäuerung des Magens entgegenwirken kann, wird vermutet, dass Koppen nicht die Ursache von Magenproblemen ist, sondern ein Versuch des Pferdes, diese zu lindern.

## Folgen
Die Folgen des Koppens sind eine übermäßige Ausbildung der Halsmuskulatur und bei Aufsetzkoppern eine verstärkte Abnutzung der oberen Schneidezähne. An manchen Stellen wurde ein Zusammenhang zum Auftreten von Koliken hergestellt, konnte aber als direkte Folge des Koppens nicht nachgewiesen werden. Insofern hat das Koppen meist keine schwerwiegenden Folgen für das Pferd, sondern wird hauptsächlich von den Besitzern als störend empfunden. Koppen zählte zu den Gewährsmängeln, die bis 2002 im Kaufrecht einer Sonderregelung unterlagen.

## Therapie
Es ist sehr schwierig zu erreichen, dass ein Pferd, welches mit dem Koppen begonnen hat, wieder damit aufhört. Um das Symptom des Koppens und nicht die Ursachen abzustellen, gibt es verschiedene Therapien. Eine pharmakologische Therapie ist das Verabreichen von Antagonisten wie Serotonin.
Der Kopperriemen ist ein Halsband, das die Anspannung der Halsmuskulatur erschweren soll, und kann Erfolge erzielen, wenn er sehr früh eingesetzt wird.
Bei der operativen Therapie werden die für das Koppen notwendigen Halsmuskeln (Musculus sternocephalicus, sternohyoideus und sternothyroideus) funktionsunfähig gemacht. Diese Therapie hat eine hohe Erfolgsrate, die Prognose ist aber auch hier umso besser, je früher das Pferd operiert wird.